# 刀說異數
《刀說異數》又名《霹靂英雄戰紀之刀說異數》（英語：Pili Fantasy: War Of Dragons）是一部2019年由霹靂國際多媒體推出的精緻布袋戲劇集。本作是黃強華以1990年的經典劇集《霹靂異數》為基礎，重啟霹靂世界觀所編寫的故事，與霹靂每週五發行的劇集為不同的世界觀。

## 製作
《刀說異數》共耗資新台幣2.5億元，以電影規格拍攝，配音也由單口配音改為多人配音。本劇是1990年經典劇集「霹靂異數」的重啟之作，這部戲被霹靂迷奉為經典之作，開創將近30年的霹靂傳奇，奠定霹靂武俠宇宙第一男主角「素還真」在觀眾心目中的地位。霹靂董事長黃強華表示，這次並非翻拍而是改編「霹靂異數」，過去因為是長壽劇，劇情路線稍有前後矛盾之處，這次重新架構霹靂異數的宇宙觀，以更精緻的方式呈現。
　　這次除了劇本、剪接、特效、運鏡等，都超越一般電視劇的製作水準與成本，在角色配音上也有所突破，過去霹靂布袋戲多半由「八音才子」霹靂副董事長黃文擇單口配音，無論角色男、女都由他一人詮釋。但在「霹靂英雄戰紀之刀說異數」，從一人配音改為多人配音。黃強華表示，他跟弟弟黃文擇都60幾歲了，「後面的接班有辦法像他這麼強嗎？可能沒辦法」，為了傳承布袋戲的台語配音，霹靂這次從內部培訓配音員，也從外部找配音加入，粉絲這次也能在「霹靂英雄戰紀之刀說異數」，首次聽到由女性為女性角色配音。

第一季共二十集，於2019年1月23日首度播出。

## 劇情
墮落邪神「冥海龍靈」曾在許久之前侵襲「苦境」，卻被聖獸「神龍」擊敗，只剩下邪惡的元靈飄蕩世間，因為有神龍巡視守護，始終沒有機會奪回身體反擊，直到年老的神龍被火龍舌之主風輪火轉万俟焉意外擊殺，神龍之眼三青也隨之失落。苦境暴戾邪氣大盛，冥海龍靈終於等到機會，重新召集「魔龍八奇」，再現君臨世界的野心……。
　　以暴力統治中原的「歐陽世家」被新一代的領袖素還真率領年輕的反抗軍英雄們擊敗，然而，中原沒有得到和平，反而陷入軍閥奪權的戰火，異族勢力包括北方的金陽聖帝以及魔域的魔人軍團也趁勢大舉進攻，誓言不再插手武林的智者「素還真」不得不背誓，挺身對抗。他與摯友崎路人、秦假仙等人攜手，希望能夠再度團結各路英豪，抵抗入侵者，讓中原恢復和平，卻始終無法消彌各方勢力的歧見，甚至連素還真都被金陽聖帝的大軍追殺至絕境，遭到天雷擊殺……。
　　崎路人和秦假仙遂擔負起重責大任，崎路人負責努力重新建立正義軍隊「天虎八將」，秦假仙則依照素還真生前留下的錦囊秘書，著手進行復活素還真的計畫。
　　在各大勢力奔波的過程中，崎路人探知原來一切都是神秘的魔軍將領「魔龍八奇」在幕後策動，而一重又一重的陰謀中心，便是早已被人遺忘的邪神「冥海龍靈」。面對即將復活的冥海龍靈，唯有依靠「天虎八將之首」素還真重聚相應的英雄戰士「天虎八將」，並重現神龍化身的神器「龍骨聖刀」才有機會擊敗邪惡，再現光明。

## 角色
| 角色           | 配音                        | 角色介紹 |  |
| 素還真         | 王希華（台） 皇貞季（國）   | 天虎八將之一，處事圓融有度，學識涵養豐富。在面對各樣衝突時，能以智慧化解危機。曾在因緣際會下，得到千年龍氣，也承接救世的天命。在聯合五大高手將武林黑幫魁首「歐陽上智」伏法後，為了避免有染指武林皇帝寶座之嫌，素還真誓言不再涉入武林。然而來自北域的金陽聖帝暴虐無道，危害社會，眼看黎民百姓深陷水火，素還真選擇背棄誓言，挺身對抗，卻也因此受天雷劈擊喪生在天雷坪。第8集中，在龍骨聖刀與玉波池龍氣的共鳴下，死者甦醒。 |  |
| 葉小釵         | 賴緯（台） 邢子皓（國）     | 刀劍雙修的武者，武學修養已達無心無劍，「劍聖」的境界。其人忠義無雙，一旦認定了效忠對象，便毫無二心的相挺到底。少年時為一劍萬生的家僕，並在當時結識髮妻「蕭竹盈」，生下愛子「金少一(金少爺)」。無奈一劍萬生深愛蕭竹盈，遂與其約定在兩年後決鬥，勝者方能抱得美人歸。葉小釵為了擊敗一劍萬生，展開拜師求藝之旅，也因此與妻兒骨肉分離。爾後效命於歐陽上智，因為素還真是殺害其主歐陽上智的兇手之一，曾一心想為主報仇，甚至為此連續與素還真大戰十餘天。最後在仇魂怨女與崎路人的開導下，與素還真冰釋前嫌，成為素還真交心交命的戰友。                       |  |
| 崎路人         | 張毓棬（台） 曹雲圖（國）   | 天虎八將之一，來自集境的神祕高手，隨身帶著一只大型布袋「乾坤百寶袋」。在家鄉曾有一段悲傷的過去，為追殺仇人燈蝶而來到苦境。個性風趣巧慧，果敢能斷，其銳進敢言敢衝的個性，讓他渾身散發著強烈的領導氣質。為人好惡分明，個性豪爽，對於想攏絡之人，必能與之交心。曾經在葉小釵失明時為其治療，並暗中幫助失和的葉小釵與師父半駝廢和好。 |  |
| 太黃君         | 陳余寬（台） 宝木中阳（國） | 魔龍八奇成員之一，巨書岩的創立者，為人自視甚高，恃才傲物，一向以魔龍八奇之首自居。巨書岩中的十八口兵器，是他久年追蹤星石下落，所歸納出來的十數口兵器。為了心中念想，為了證明自己，他在修道路上，已然偏途。對素還真產生了一種嫉恨與怨妒的心結，認為自己的不得志，都是因為素還真而起。 |  |
| 南宮取         | 高铭孝（台） 彭尧（國）     | 個性孤傲、好鬥的掌法高手。因素還真曾對其伸出援手，南宮取也在素還真陷入危機時救他一命，兩人遂成為好友。本為苦境致中名號響叮噹的人物，後來因擅闖魔域而遭到俘虜。被陰間大法師以魔域煉心締命之術、十八根獸骨以及鬿骨毒，束縛於等活樹，成為專取十六星宿性命的殺手。 |  |
| 花信風         | 高铭孝（台） 陈思宇（國）   | 魔龍八奇之一，是一名潛心鑽研刀術的刀客。其運刀之境超神入化，當世無雙。目標想為衍那魔刀突破刀關，成為至刀之聖，承載大宇宙。其人寡言清冷，不群於世，但其實是十分愛護徒弟的好人。收有一徒冷劍白狐，更助他取得金鱗蟒邪這口至邪之劍，希望有朝一日冷劍白狐能以金鱗蟒邪，論證他的至刀大道。經常掛在嘴邊的名言是：「人的性命只有一條，不容許輕易試探」。 |  |
| 半駝廢         | 田志傑（台） 郝祥海（國）   | 天虎八將之一，天下第一的鑄劍師與用劍名家，被歐陽上智驚嘆為「人中之龍」。收留慘遭一劍萬生迫害，無處可去的少年葉小釵，不但保住了他的性命，將一身武功絕學傳授予他，更教會了葉小釵自謙內斂的做人道理，是葉小釵一生最感懷的恩師與再生父親。無奈為了讓葉小釵脫離歐陽上智掌控，半駝廢參與了殺害歐陽上智的計畫，與葉小釵結下仇怨，更曾為了使葉小釵心無旁鶩地成為劍聖，欺騙蕭竹盈說葉小釵已為了鑄成衍那魔刀而死，導致蕭竹盈黑化，成為歐陽上智的爪牙，與親兒金少爺永世分離。諸多變故，導致師徒情深緣淺，好在崎路人從中牽線，才讓半駝廢與徒弟有了和好的契機。 |  |
| 陰間大法師     | 田志傑（台） 林强（國）     | 魔域之人，陰森鬼氣、心狠手辣，手持魔言令，以獸骨控制著南宮取，使之痛苦乃至於精神瘋癲。表面上聽命於陰冥皇，實際上卻別有居心，每回任務都會提供南宮取武功秘笈，讓邪鵂將南宮取帶至密地修煉，欲以此將十六星宿一一根除。 |  |
| 箭無形         | 田志傑（台） 劉明月（國）   | |  |
| 金陽聖帝關足天 | 李翔瑜（台） 圖特哈蒙（國） | 十三聖殿之主，與百朝武后在北方爭霸多年，憑藉藏龍寶典之力稱霸北方。劇中揮軍南下，準備一統苦境。素還真與崎路人四處奔波，串連群雄抵禦強敵，並且揭露關足天崛起的真相。其實藏龍寶典竟然並非關足天所寫，書中所記載的先進知識與奇妙計謀，均來自於神秘邪惡的冥海龍靈。 |  |
| 百朝武后通瑤池 | 郭雅瑂（台） 常蓉姍（國）   | 北域女帝，創建神蠶宮，與金陽聖帝分庭抗禮、稱霸北域，作風謹慎，賞罰分明，旗下強將如雲，更有異獸「獅蠶」護衛。在關足天率軍追殺素還真時趁虛而入，將十三聖殿佔為己有，並將聖殿交由紫天后管轄。與枯葉為無血緣的義姊弟，暗戀枯葉多年，但枯葉對其只有親友之情。 |  |
| 八面狼姬       | 郭雅瑂（台） 佟心竹（國）   | 天虎八將的成員之一，是天真、浪漫又風騷的黑絲襪狼耳少女，性格敢愛敢恨、嬌嗔可愛，作風大膽不受世間一切禮俗所拘，認為男女、女女歡愛是非常正常的事情。 |  |
| 紫天后         | 詹依純（台） 山新（國）     | 通瑤池座下大將，過去為一方勢力領導，後歸順於通瑤池，卻尚未得通瑤池之信任，故在神蠶宮奪下十三聖殿時被指派管理。胸懷大志、頗有智計，以自身利益為優先去考量一切，強硬手段中不時顯現野心，必要之時可拋棄身旁之人，不擇手段也要完成目標。曾經與紗輕羅聯手殺害葉小釵的髮妻蕭竹盈。 |  |
| 風采鈴         | 葉嘉（台） 葉知秋（國）     | 魔龍八奇之一，學識淵博、舉止優雅的大家閨秀，還是精通詩詞書畫琴棋醫的才女，真實身分乃是武林曾經極負盛名的風巫世家之後代，反派組織天蝶盟的暗樁。身懷寶物「三青」的她知曉「龍骨聖刀」的秘密，還肩負色誘素還真的任務。在太黃君的引見下，結識素還真，兩人因龍骨聖刀而結緣。在與素還真七天七夜的論談中愛上他，決定為其背叛組織，將三青與聖刀獻給素還真。於第20中使用迷情藥色誘素還真，與之洞房花燭，爾後為躲避天蝶盟的追殺，與下僕刀獸、劍禽展開逃亡之旅。                                                                                               |  |
| 一線生         | 高銘孝（台）                | 金陽聖帝關足天的護法及軍師，性格沈穩、足智多謀，為關足天謀劃出策立下不少功勞，也是關足天最為信任之人。通天文、曉地理，發明技術了得，熾霹靂即是由一線生利用生體創造的人形兵器。雖平常性格溫文，但若被人以言語嘲諷與看輕，表面上毫不在意，但會在該討回顏面時施以手段報復。真實身分為素還真的親信，與素還真裡應外合，對抗金陽聖帝與太黃君。 |  |
| 靈心異佛       | 張毓棬（台）                | |  |
| 万俟焉         | 王希華（台）                | 龍骨聖刀的持有者。 |  |
| 枯葉           | 賴緯（台）                  | 天虎八將之一，憂鬱的少年俠客，沈默寡言、隻身行動，擁有難以測度的劍藝，出招前片片落葉紛飛，在不及眼的瞬間便取下對手性命。真實身份為魔域拜邪教遺孤，與天下第一邪劍「金鱗蠎邪」一同出世的神童，因戰亂而失去雙親，單隻手臂亦連同劍被砍下，火雲姑不忍心方將其帶回撫養，直至長大成人。心懷為親族報仇的念想，多次找上冷劍白狐，想搶回屬於自己的寶劍。 |  |
| 藍晶人         | 田志傑（台）                | |  |
| 火雲姑         | 葉嘉（台）                  | |  |
| 冷劍白狐       | 陳余寬（台）                | 出身武林黑幫歐陽世家，是一名耿直善良的劍客。平日思慮單純，缺乏變通。因父親歐陽上智之死，與素還真、談無慾等人有了血海深仇，為了報仇奮力通過花信風的考驗，成為其徒弟，並取得了天下第一邪劍「金鱗蟒邪」。 |  |
| 金少爺         | 賴緯（台）                  | 天虎八將之一，葉小釵與蕭竹盈之子。自小因武林風波捉弄，被迫與父母分開，造就桀驁不馴、玩世不恭的性格。只依照自己相信的方式過活，縱情聲色之間，更曾因為染上毒癮強姦良家婦女，使之懷孕，還得罪許多武林中人。經崎路人的教化下，漸漸學會做人的道理，並回想起對於親情的渴望。 |  |
| 一頁書         | 賴緯（台）                  | 來自滅境的超級高手，靈心異佛的師傅。其佛學修為極高，武學更是無人能出其右。為人剛毅果敢，稜角分明，又深具大智慧。在混亂的武林局勢中，起了一定的指標作用。因徒弟靈心異佛之死而涉世，進而了解到素還真的為人與志向。在與道友半尺劍的對決驅使下，開始涉入武林。面對邪惡時態度一絲不苟，是本作暴力美學的最佳代表。 平時行動最喜歡唸誦的代表詩句：「世事如棋，乾坤莫測，笑盡英雄。」 |  |
| 半尺劍         | 王希華（台）                | 與百世經綸一頁書齊名的高人，也是集境的「武皇」，武學修為已入無人之境，乃太黃君口中的救命恩人，結草銜環更是半尺劍對太黃君有恩的象徵。能以意識論武，以氣行招，是凡人無法觸及的境界。在太黃君遭万俟焉大敗後，受太黃君的請託而出山，要讓素還真、風采鈴付出代價。 |  |
| 熾霹靂         | 田志傑（台）                | |  |
| 陰冥皇         | 盧明德（台）                | 魔域第一殿主事者，頭戴冥皇高帽，手如瘦骨嶙峋，手指異於常人的長且指甲漆黑恐怖。性情易怒，沒有耐性，手段雷厲風行，無論對敵人或是對部屬，下手都相當果決且不留餘地。 |  |
| 秦假仙         | 陳余寬（台）                | 人稱「天下第一辯」，是素還真的得力幫手及好友，亦是無人不知無人不曉的武林名人。急公好義、腦筋靈活、辯才無礙，鬼點子永遠用不完，一手包辦武林中大小瑣事，是正道最重要的情報販子。收編原本是歐陽世家反派的蔭屍人後與之行走江湖，雖生性小氣吝嗇，偶會欺負跟班，但在關鍵時刻總能用清晰的腦袋為蔭屍人與自己化險為夷、度過難關。無意間撿到一尊小佛像，得到靈心異佛附體，成為對抗魔龍八奇的重要人物。 |  |
| 命七天         | 張毓棬（台）                | |  |
| 紗輕羅         | 葉嘉（台）                  | 通瑤池的手下，紫天后的同夥。在尋找犀角刀的過程中，被一劍萬生的飛劍斬首而死。 |  |
| 冥海龍靈       | 王希華（台）                | |  |
| 燈蝶           | 賴緯（台）                  | |  |
| 阿修羅主宰     | 田志傑（台）                | |  |
| 等活天羅       | 陳余寬（台）                | |  |
| 蔭屍人         | 張毓棬（台）                | 原為歐陽世家的爪牙，夢想能當然武林皇帝，在被秦假仙收編後便跟在身旁，但因愛說不切實際的話，經常被秦假仙教訓，兩人雖然經常鬥嘴，蔭屍人卻相當尊重及服從秦假仙，只要是秦假仙交辦的任務都會盡力完成。擁有特殊的「蔭屍」體質，就算被人砍下首級亦不會身亡。 |  |
| 仇魂怨女       | 郭雅瑂（台）                | |  |
| 照世緣         | 賴緯（台）                  | |  |
| 一劍萬生       | 王希華（台）                | 武林中使用劍術的高手，能夠御劍飛行。過去曾收留葉小釵作為劍僮，葉小釵一心希望一劍萬生能收他為徒，卻始終未果。他深深愛著葉小釵的情人「蕭竹盈」，不惜為此在葉小釵臉上留下傷疤，更對其百般迫害。當時，他給予葉小釵兩年的時間拜師學藝，約定在兩年後進行決鬥，卻跟在他身後殺光所有願意收葉小釵為徒的人，除了半駝廢。然而最後一劍萬生兩度敗於葉小釵之手，臉上與葉小釵相同的刀疤便是他慘敗的證明，他藉第二次敗陣後詐死並消聲匿跡，躲在劍塚裡潛心修練。 |  |
| 一刀萬殺       | 王希華（台）                | 一劍萬生的至交，個性強悍魯莽，擁有異於常人的膽魄與韌性，但個性較為認死理，為了相挺好友，可模糊是非價值。為了讓被愛沖昏頭的一劍萬生回到正途，靜心修行，曾企圖殺害蕭竹盈，繼而與一劍萬生產生嫌隙。於是一劍萬生將一刀萬殺隨身的犀角刀帶離，致使一刀萬殺使用了複製品的犀角刀，引來殺身之禍。 |  |
| 秋別           | 郭雅瑂（台）                | |  |
| 秋分           | 郭雅瑂（台）                | |  |
| 歐陽上智       | 王希華（台）                | 前一代的武林至尊，老謀深算的王者，統領勢力龐大的黑幫組織歐陽世家，就連素還真、談無慾、葉小釵一家都曾經是他的手下。其攏絡人心的手段高超，以隻手之聲的禪學換得葉小釵二十年的忠心，還曾利用毒品控制金少爺，間接導致其獸性大發，更為了醫治蕭竹盈不惜使之與親父交合。掌控葉小釵一家的期間，將三人巧妙分離，使一家人共事一主卻永遠無法相會。最後被素還真、談無慾、半駝廢等高手聯手斬殺，也種下兒女仇魂怨女、冷劍白狐日後與素還真等人之間的仇恨。 |  |

## 發行
2018年12月5日《刀說異數》於威秀影城舉辦片花特映會，當場播放「啞子的哭聲」經典重拍片段，同時宣布2019年1月23日劇集正式發行。首發平台包含實體超商7-ELEVEN、全家，線上平台Friday影音、myvideo、中華電信MOD，同年7月12日於Netflix上架。並於每週播出前一天，在華納威秀信義、板橋遠百、台中遠百、台南遠百、高雄遠百五館戲院播放先行版，戲院版套票特典為葉小釵黑髮色違公仔。

## 集數列表
| 集數   | 副標題                     | 公開日期      |
| ------ | -------------------------- | ------------- |
| 第1章  | 刀說異數                   | 2019年1月23日 |
| 第2章  | 飄零風中的枯葉             | 2019年1月23日 |
| 第3章  | 啞子的哭聲                 | 2019年1月30日 |
| 第4章  | 機緣圖上的狐狸             | 2019年1月30日 |
| 第5章  | 金鱗蟒邪                   | 2019年2月13日 |
| 第6章  | 正邪衝擊                   | 2019年2月20日 |
| 第7章  | 劃出一線光明的龍骨聖刀     | 2019年2月27日 |
| 第8章  | 再世相期 清香白蓮素還真    | 2019年3月6日  |
| 第9章  | 火龍狂嘯                   | 2019年3月13日 |
| 第10章 | 龍虎之爭                   | 2019年3月20日 |
| 第11章 | 佳人與三青                 | 2019年3月27日 |
| 第12章 | 天堂．地獄                 | 2019年4月3日  |
| 第13章 | 生死一念                   | 2019年4月10日 |
| 第14章 | 火龍之死                   | 2019年4月17日 |
| 第15章 | 三青珠璣                   | 2019年4月24日 |
| 第16章 | 魔因神話--阿修羅主宰       | 2019年5月1日  |
| 第17章 | 拈花微笑                   | 2019年5月8日  |
| 第18章 | 鳳羽半月鐘                 | 2019年5月15日 |
| 第19章 | 縱寰宇、論百世，書劍天下道 | 2019年5月22日 |
| 第20章 | 血路迢迢父子情             | 2019年5月29日 |

## 歌曲
片頭曲(台語)：「紅塵笑」
作詞：蕭昱峋 / 作曲、編曲：丁天牧 / 歌：李千那
片頭曲(國語)：「驚雷」
作詞：廖明治 / 作曲、編曲：丁天牧 / 歌：自從
片尾曲：「咫尺天涯」
作詞：劍七休 / 作曲：蔡佳瑩 / 編曲：風采輪 / 歌：賴富正
插入曲（第20集）：「遠走他鄉」
作詞：方文山 /作曲：潘偉凡 /編曲：李杰珉 / 歌：李芷婷

## 跨媒體

### 漫畫
因應東立電子書網頁的改版，東立出版社與霹靂國際多媒體繼《霹靂狂刀》後再度合作的改編漫畫企劃，將《霹靂英雄戰紀》有名的英雄角色故事改編，以《霹靂英雄戰紀 霹靂邪眼》為標題並由T.K章世炘負責作畫，於電子雜誌《龍少年》2019年3月號（3月26日）至2020年6月號（6月26日）期間進行連載，單行本全2卷。《霹靂邪眼》也於第11屆金漫獎（2020年9月）中入圍。
第二彈英雄角色故事改編漫畫以《霹靂英雄戰紀 羅網乾坤》為標題，並由雙人漫畫家搭檔雅紳負責作畫，於電子雜誌《龍少年》2019年7月號（7月15日）至2020年10月號（10月30日）期間連載，單行本全2卷。
| 卷數     | 東立出版社     | 東立出版社           |
| 卷數     | 發售日期       | EAN                  |
| 霹靂邪眼 | 霹靂邪眼       | 霹靂邪眼             |
| -------- | -------------- | -------------------- |
| 1        | 2019年8月7日   | EAN 4710-945560-25-0 |
| 2        | 2020年9月7日   | EAN 4710-601043-08-0 |
| 羅網乾坤 |                |                      |
| 1        | 2020年2月3日   | EAN 4710-601040-67-6 |
| 2        | 2020年11月13日 | EAN 4710-601043-27-1 |

### 設定集
- 霹靂英雄戰紀 刀說異數 公式設定寫真 藏龍寶典

2020年9月18日、EAN 471-0601-04047-8

## 外部連結
- 霹靂布袋戲官網介紹網頁[]
- 相關活動專頁 （页面存档备份，存于）
- 霹靂英雄戰紀 霹靂邪眼特設網頁[]
- 經典腳色改編漫畫電子書頁面